# 10e étape du Tour de France 2011
Pour un article plus général, voir Tour de France 2011.
La 10e étape du Tour de France 2011 s'est déroulée le mardi 12 juillet 2011. Elle est partie d'Aurillac et arrivée à Carmaux.

## Profil de l'étape
Etape courte et quelque peu accidenté entre la préfecture du Cantal, Aurillac, et la ville de Carmaux (Tarn).

## Déroulement de la course
Six coureurs ont décidé de former l'échappée : un Italien Marco Marcato (Vacansoleil-DCM) et cinq Français Anthony Delaplace (Saur-Sojasun), Rémy Di Grégorio (Astana), Julien El Fares (Cofidis), Sébastien Minard (AG2R) et Arthur Vichot (FDJ). Arthur Vichot s'impose au sprint intermédiaire de Maurs, tandis que Marco Marcato passe en tête aux trois premières ascensions (Côte de Figeac, Côte de Loupiac et Côte de Villefranche-de-Rouergue).
L'échappée est entièrement reprise dans la Côte de Mirandol-Bourgnounac, dont le Maillot Jaune Thomas Voeckler passe en tête après avoir suivi l'accélération du Maillot Vert Philippe Gilbert, suivis par Dries Devenyns, Tony Gallopin et Tony Martin. Ils sont repris à un peu plus de 5 kilomètres de la ligne d'arrivée. Malgré une nouvelle attaque de la part de Blel Kadri (AG2R) et de Rob Ruijgh (Vacansoleil-DCM), c'est bien au sprint que cette étape se termine. L'Allemand André Greipel (Omega Pharma-Lotto) s'impose devant le Britannique Mark Cavendish (HTC-Highroad) et l'Espagnol José Joaquin Rojas (Movistar). Thomas Voeckler conserve son Maillot Jaune.

## Sprints
| Premier     | Arthur Vichot      | 20 pts |
| Deuxième    | Anthony Delaplace  | 17 pts |
| Troisième   | Sébastien Minard   | 15 pts |
| Quatrième   | Marco Marcato      | 13 pts |
| Cinquième   | Rémy Di Grégorio   | 11 pts |
| Sixième     | Julien El Fares    | 10 pts |
| Septième    | Mark Cavendish     | 9 pts  |
| Huitième    | Mark Renshaw       | 8 pts  |
| Neuvième    | José Joaquín Rojas | 7 pts  |
| Dixième     | Francisco Ventoso  | 6 pts  |
| Onzième     | Philippe Gilbert   | 5 pts  |
| Douzième    | Mickaël Delage     | 4 pts  |
| Treizième   | Tony Gallopin      | 3 pts  |
| Quatorzième | Matthew Goss       | 2 pts  |
| Quinzième   | Rui Costa          | 1 pt   |

| Premier     | André Greipel        | 45 pts  |
| Deuxième    | Mark Cavendish       | 35 pts  |
| Troisième   | José Joaquín Rojas   | 30 pts  |
| Quatrième   | Thor Hushovd         | 26 pts  |
| Cinquième   | Romain Feillu        | 22 pts  |
| Sixième     | Daniel Oss           | 20 pts  |
| Septième    | Sébastien Hinault    | 18 pts. |
| Huitième    | Borut Božič          | 16 pts  |
| Neuvième    | Geraint Thomas       | 14 pts  |
| Dixième     | Samuel Dumoulin      | 12 pts  |
| Onzième     | William Bonnet       | 10 pts  |
| Douzième    | Tomas Vaitkus        | 8 pts   |
| Treizième   | Grega Bole           | 6 pts   |
| Quatorzième | Philippe Gilbert     | 4 pts   |
| Quinzième   | Edvald Boasson Hagen | 2 pts   |

## Côtes
| Premier  | Marco Marcato     | 2 pts |
| Deuxième | Anthony Delaplace | 1 pt  |

| Premier | Marco Marcato | 1 pt |

| Premier  | Marco Marcato    | 2 pts |
| Deuxième | Sébastien Minard | 1 pt  |

| Premier | Thomas Voeckler | 1 pt |

## Classement de l'étape
|    | Coureur            | Pays        | Équipe              | Temps | Temps           |
| -- | ------------------ | ----------- | ------------------- | ----- | --------------- |
| 1  | André Greipel      | Allemagne   | Omega Pharma-Lotto  | en    | 3 h 31 min 21 s |
| 2  | Mark Cavendish     | Royaume-Uni | HTC-Highroad        |       | m.t.            |
| 3  | José Joaquín Rojas | Espagne     | Movistar            |       | m.t.            |
| 4  | Thor Hushovd       | Norvège     | Garmin-Cervélo      |       | m.t.            |
| 5  | Romain Feillu      | France      | Vacansoleil-DCM     |       | m.t.            |
| 6  | Daniel Oss         | Italie      | Liquigas-Cannondale |       | m.t.            |
| 7  | Sébastien Hinault  | France      | AG2R La Mondiale    |       | m.t.            |
| 8  | Borut Božič        | Slovénie    | Vacansoleil-DCM     |       | m.t.            |
| 9  | Geraint Thomas     | Royaume-Uni | Sky                 |       | m.t.            |
| 10 | Samuel Dumoulin    | France      | Cofidis             |       | m.t.            |

## Classement général
|    | Coureur           | Pays       | Équipe             | Temps | Temps            |
| -- | ----------------- | ---------- | ------------------ | ----- | ---------------- |
| 1  | Thomas Voeckler   | France     | Europcar           | en    | 42 h 06 min 32 s |
| 2  | Luis León Sánchez | Espagne    | Rabobank           | +     | 1 min 49 s       |
| 3  | Cadel Evans       | Australie  | BMC Racing         |       | 2 min 26 s       |
| 4  | Fränk Schleck     | Luxembourg | Leopard-Trek       |       | 2 min 29 s       |
| 5  | Andy Schleck      | Luxembourg | Leopard-Trek       |       | 2 min 37 s       |
| 6  | Tony Martin       | Allemagne  | HTC-Highroad       |       | 2 min 38 s       |
| 7  | Peter Velits      | Slovaquie  | HTC-Highroad       |       | 2 min 38 s       |
| 8  | Andreas Klöden    | Allemagne  | RadioShack         |       | 2 min 43 s       |
| 9  | Philippe Gilbert  | Belgique   | Omega Pharma-Lotto |       | 2 min 55 s       |
| 10 | Jakob Fuglsang    | Danemark   | Leopard-Trek       |       | 3 min 08 s       |

## Classements annexes

### Classement par points
|   | Cycliste           | Pays        | Équipe             | Points |
| - | ------------------ | ----------- | ------------------ | ------ |
| 1 | Philippe Gilbert   | Belgique    | Omega Pharma-Lotto | 226    |
| 2 | José Joaquín Rojas | Espagne     | Movistar           | 209    |
| 3 | Mark Cavendish     | Royaume-Uni | HTC-Highroad       | 197    |

### Classement du meilleur grimpeur
|   | Cycliste           | Pays       | Équipe       | Points |
| - | ------------------ | ---------- | ------------ | ------ |
| 1 | Johnny Hoogerland  | Pays-Bas   | Vacansoleil  | 22     |
| 2 | Thomas Voeckler    | France     | Europcar     | 17     |
| 3 | Tejay van Garderen | États-Unis | HTC-Highroad | 5      |

### Classement du meilleur jeune
|   | Cycliste          | Pays     | Équipe   | Temps | Temps            |
| - | ----------------- | -------- | -------- | ----- | ---------------- |
| 1 | Robert Gesink     | Pays-Bas | Rabobank | en    | 42 h 10 min 33 s |
| 2 | Rein Taaramäe     | Estonie  | Cofidis  | +     | 51 s             |
| 3 | Arnold Jeannesson | France   | FDJ      |       | 1 min 20 s       |

### Classement par équipes
|   | Équipe       | Pays       | Temps | Temps             |
| - | ------------ | ---------- | ----- | ----------------- |
| 1 | Europcar     | France     | en    | 125 h 37 min 34 s |
| 2 | Leopard-Trek | Luxembourg | +     | 32 s              |
| 3 | RadioShack   | États-Unis |       | 1 min 02 s        |

## Abandons
- Alexandr Kolobnev (Katusha) : suspendu la veille du départ de l'étape par son équipe en raison d'un contrôle positif à une substance interdite[1].
- Yaroslav Popovych (RadioShack) : non-partant à cause de son état de santé qui ne s'est pas amélioré depuis sa chute de la 5e étape[2].